# یانوش کورنای
یانوش کورنای (زاده ۲۱ ژانویه ۱۹۲۸ – درگذشته ۱۸ اکتبر ۲۰۲۱) یک اقتصاددان مجارستانی بود که به‌خاطر تحلیل و انتقادش از اقتصادهای دستوری کشورهای کمونیستی اروپای شرقی شناخته شده است. او همچنین به جنبه‌های اقتصاد کلان دورهٔ گذار کشورهای پساشوروی پرداخت. او استاد برجسته دانشگاه هاروارد و دانشگاه کوروینوس بوداپست بود. کورنای برای ابداع اصطلاح اقتصاد کمبود، برای توصیف کمبود دائمی کالاها در اقتصادهای دستوری و مبتنی بر برنامه‌ریزی متمرکز اقتصادهای بلوک شرق شناخته شده بود.

## زندگی‌نامه
کورنای در ۲۱ ژانویه ۱۹۲۸ در بوداپست در یک خانواده مجارستانی-یهودی مرفه به دنیا آمد. این خانواده در زمان اشغال مجارستان توسط نازی‌ها مدتی را در یک اردوگاه بازداشت گذراندند. پدرش برای کار بردگی فرستاده شد و بعداً در آشویتس کشته شد. کورنای به مدت دو سال در دانشگاه پازمانی پیتر (دانشگاه اتووش لوراند کنونی) در بوداپست فلسفه خواند.
کورنای دانش خود را در زمینه اقتصاد به‌تنهایی به دست آورد و بعداً مدرک نامزدی در این زمینه را از آکادمی علوم مجارستان دریافت کرد. او نوشت که پس از خواندن کتاب سرمایه مارکس، تصمیم گرفت که اقتصاددان شود. او در Szabad Nép روزنامه حزب کمونیست مجارستان شروع به کار کرد و به سردبیری اخبار مرتبط با اقتصاد رسید، اما به دلیل عدم اعتقادات کمونیستی در آوریل ۱۹۵۵ اخراج شد.
از سال ۱۹۵۸ به بعد، کورنای دعوت‌های زیادی برای بازدید از موسسات خارجی دریافت کرد، اما پس از کاهش محدودیت‌های سیاسی، مقامات مجارستانی از اعطای گذرنامه به او خودداری کردند و تا سال ۱۹۶۳ از سفر منع شد.
از سال ۱۹۶۷ تا ۱۹۹۲، کورنای استاد پژوهشی در مؤسسه اقتصاد، فرهنگستان علوم مجارستان بود. او در سال ۱۹۸۲ به عضویت کامل فرهنگستان علوم مجارستان درآمد. کورنای در سال ۱۹۸۶ به هیئت علمی دانشگاه هاروارد در کمبریج، ماساچوست پیوست.
پس از بازنشستگی از هاروارد در سال ۲۰۰۲، او همچنان استاد پژوهشی برجسته در دانشگاه اروپای مرکزی باقی ماند و بعداً به عنوان استاد بازنشسته در دانشگاه کوروینوس بوداپست رسید. او تا سال ۲۰۰۱ عضو هیئت مدیره بانک ملی مجارستان (بانک مرکزی) بود. در سال ۲۰۱۸، دانشگاه کوروینوس بوداپست کنفرانسی یک روزه را به افتخار نودمین سالگرد تولد او ترتیب داد. در سال ۲۰۱۸، او به عنوان عضو افتخاری آکادمی ادبیات و هنر Széchenyi انتخاب شد.
یانوش کورنای در ۱۸ اکتبر ۲۰۲۱ در بوداپست در سن ۹۳ سالگی درگذشت.

## آثار
در اواخر دهه ۱۹۵۰، او از جمله کسانی بود که استفاده از روش‌های ریاضی را در برنامه‌ریزی اقتصادی آغاز کرد. او تئوری برنامه‌ریزی دو سطحی را با تاماس لیپتاک تشریح کرد و اولین پروژه برنامه‌ریزی چندسطحی در مقیاس بزرگ، اقتصادی گسترده را هدایت کرد. کار اولیه پروفسور کورنای تمرکز بیش از حد (۱۹۵۶) غوغایی در غرب ایجاد کرد و برای اولین بار ناامیدی او را از برنامه‌ریزی مرکزی کمونیستی نشان داد.
کتاب ضد تعادل او در سال ۱۹۷۱ اقتصاد نئوکلاسیک، به ویژه نظریه تعادل عمومی را نقد می‌کند. کتاب اقتصاد کمبود او در سال ۱۹۸۰ شاید تاثیرگذارترین اثر او باشد. این کتاب استدلال می‌کند که کمبودهای مزمنی که در اواخر دهه ۱۹۷۰ در سراسر اروپای شرقی مشاهده شد و در دهه ۱۹۸۰ ادامه یافت، پیامدهای اشتباه برنامه‌ریزان یا قیمت‌گذاری اشتباه نبود، بلکه ناشی از نقص‌های سیستمی بود. او در کتاب خود با نام «نظام سوسیالیستی، اقتصاد سیاسی کمونیسم» در سال ۱۹۸۸ استدلال کرد که اقتصاد دستوری مبتنی بر کنترل بلامنازع توسط یک حزب کمونیست مارکسیست-لنینیست منجر به غلبه مدیریت بوروکراتیک شرکت‌های دولتی از طریق برنامه‌ریزی و مدیریت متمرکز و استفاده از قیمت‌گذاری اداری برای از بین بردن اثرات بازار می‌شود. این امر پاسخ‌های فردی به انگیزه‌های سیستم را موجب می‌شود و به پدیده‌های اقتصادی قابل مشاهده و اجتناب‌ناپذیر معروف به اقتصاد کمبود می‌انجامد. کورنای به شدت نسبت به تلاش‌ها برای ایجاد سوسیالیسم بازاری تردید داشت. آثار بعدی او، از جمله جاده‌ای به سوی اقتصاد آزاد (۱۹۹۰)، بزرگراه و راه‌ها (۱۹۹۵)، مبارزه و امید (۱۹۹۷) و رفاه در گذار (۲۰۰۱)، به جنبه‌های اقتصاد کلان و تعامل بین سیاست و سیاست اقتصادی در دوره گذار اقتصادی در کشورهای پس از شوروی می‌پردازد. او بعدها یک پروژه تحقیقاتی جامع به نام صداقت و اعتماد در پرتو گذار پسا سوسیالیستی را در کالژیوم بوداپست رهبری کرد.
کورنای از اعضای آکادمی سلطنتی علوم سوئد بود. او در سال ۲۰۱۶ به عنوان دستیار خارجی آکادمی ملی علوم انتخاب شد.
در سال ۲۰۰۷ کورنای کتابی از خاطراتش را با عنوان نیروی فکر منتشر کرد که به تحقیقات وی و زمینه‌های سیاسی و اجتماعی که در آن کار می‌کرد می‌پرداخت. ویراست‌های جدید برخی از آثار اصلی کورنای به زبان مجارستانی از ناشر براتیسلاوا در سال ۲۰۱۲ منتشر شد.